# Porphyrinia accedens
Porphyrinia accedens là một loài bướm đêm trong họ Noctuidae.